# ポーカーニッポンシリーズ
ポーカーニッポンシリーズ（以下、NIPPON SERIES）は、海外ポーカー大会事業を展開するポーカー業界国内のスペシャリスト集団・一般社団法人アジアシリーズポーカーツアーが主催する新しい国内大会。
「北は北海道・東北、南は四国・九州・沖縄まで」。
これまで日本のポーカー大会が実現できなかった、全国のあらゆる地域で大規模なポーカートーナメントを開催。
「NIPPON SERIES」は「ASIA SERIES Poker Tour」と同じく、YouTuberじぇいそる、トッププロ木原直哉、余語葦織らがプロデュースする、国内ポーカートーナメントの新しいブランド。

## 運営実行者
| Organizer           | じぇいそる |
| CEO                 | 矢倉賢一   |
| Executive Director  | 木原直哉   |
| Tournament Designer | 余呉葦織   |

## NIPPON SERIESの特徴
- クリーンで安心・安全なポーカー大会  スポンサー企業による「協賛金」を賞金としてプレイヤーに支払う仕組みにより、プレイヤーからの参加費により賞金を賄うことは一切なく、賞金提供がクリーンに行われることが可能となる。
- アジアシリーズの魅力を受け継いだトーナメントデザイン  アジアシリーズと同じ運営陣がデザインし、開催される全てのトーナメントはトッププロたちによって細部まで緻密にデザインされている。アジアシリーズが大切にしている「プレイヤーファースト」の精神を元に、アジアで最良のトーナメントストラクチャー、ホールデムに限らずミックスゲームを取り入れた多彩なポーカーといったアジアシリーズの強みを、そのまま受け継いだ大会となっている。

## トーナメント結果
| 期間                     | イベント                 | 会場             | メインイベント参加料 | メインイベント優勝者 |
| ------------------------ | ------------------------ | ---------------- | -------------------- | -------------------- |
| 2023/12/29 ～ 2023/12/31 | NIPPON SERIES OSAKA 2023 | 難波御堂筋ホール | 20,000(JPY)          | じぇいそる           |

| 期間                   | イベント     | 会場                              | メインイベント参加料 | メインイベント優勝者 |
| ---------------------- | ------------ | --------------------------------- | -------------------- | -------------------- |
| 2024/4/26 ～ 2024/4/29 | OSAKA 2024   | 難波御堂筋ホール                  | 20,000(JPY)          |                      |
| 2024/8/8 ～ 2024/8/15  | FUKUOKA 2024 | 福岡トヨタホール スカラエスパシオ |                      |                      |
| 2024/9/21 ～ 2024/9/23 | TOKYO        | セガサミー本社（大崎）            |                      |                      |